# Andrés el Escita
Andrés el Escita fue un oficial militar de alto rango en el Imperio bizantino que se distinguió en las guerras árabo-bizantinas. Ocupó el cargo de doméstico de las escolas durante los últimos años del reinado de Basilio I y a principios del reinado de León VI el Sabio, hasta su muerte después de 887. Desempeñó un importante papel en los asuntos internos del reinado de León VI, especialmente en la destitución y juicio del Patriarca Focio.

## Biografía

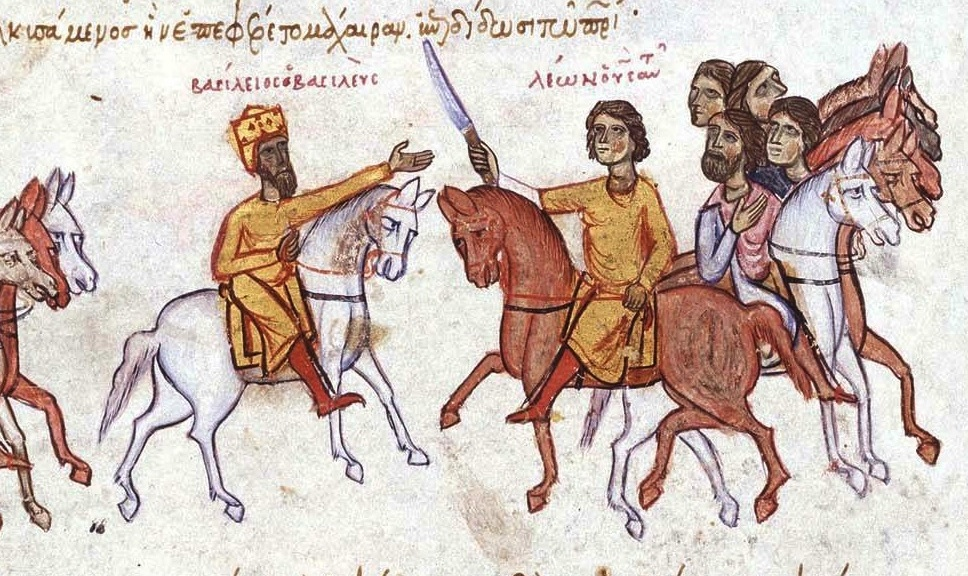
Basilio el Macedonio (r. 867-886) y su hijo León VI (r. 886-912).

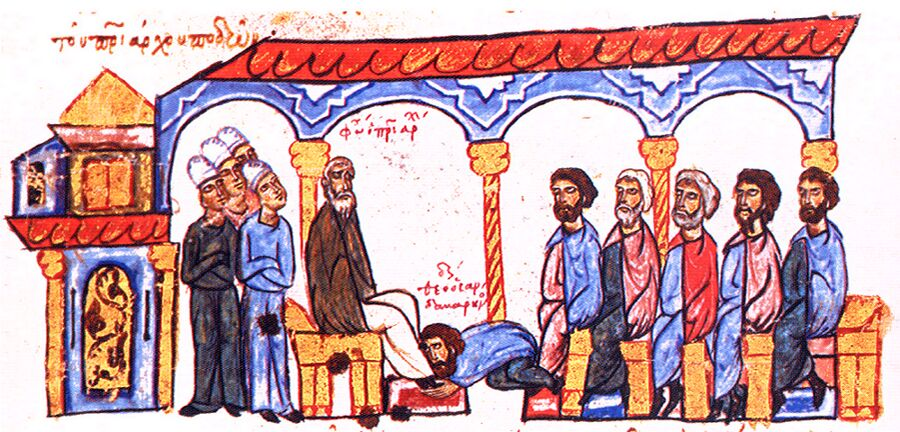
Patriarca Focio y Teodoro Santabareno

Según el cronista José Genesio y los continuadores de Jorge el Monje, Andrés descendía de los escitas occidentales, de ahí el sobrenombre de "escita" que le dieron los eruditos modernos. En realidad, "escita" era un término bizantino arcaizante para los eslavos.
Andrés puede ser identificado como el mismo hombre que comandó el cuerpo de guardaespaldas imperial, el Hetaireia, cuando el joven Basilio el Macedonio (r. 867-886) sirvió allí durante su rápido ascenso desde un simple novio hasta un alto cargo a fines de los años 850 y principios de los 860 como protegido del emperador Miguel III (r. 842-867). Cuando Basilio llegó al poder después de asesinar a Miguel, Andrés ascendió a un cargo más alto. En la década de 870, siendo hypostrategos (comandante adjunto) del thema Opsiciano, se distinguió en la guerra continua de incursiones y contra-incursiones con los emiratos de la frontera musulmana de Melitene y Tarso, en los límites orientales de Asia Menor. Por su servicio fue recompensado con los títulos de patricios y el puesto de doméstico de las escolas (comandante en jefe).
Teófanes Continuatus reportó que fue despedido debido a acusaciones de timidez, después de no poder conseguir una victoria decisiva contra el emir de Tarso, Abdallah ibn Rashid ibn Kawus, que las fuentes bizantinas ubican en el año 878. Genesio y los continuadores de Jorge el Monje, por otra parte, no mencionan una destitución, sino que simplemente registran que debido a sus victorias, fue elevado al rango de magistros. Andrés también se menciona como líder, junto con Cristóbal, en el saqueo de Téphrikè, la capital pauliciana, evento fechado por los eruditos modernos en 878. Este dato se considera erróneo por los estudiosos modernos, pues la campaña final contra Téphrikè fue con toda probabilidad, dirigida por el emperador Basilio en persona. Por otro lado, la crónica de Simón Metafraste ofrece un trasfondo completamente diferente a su remoción, colocándola en 883 y la pelea entre Basilio y su hijo, el futuro León VI (r. 886-912). Según Simeón, Teodoro Santabareno acusó a Andrés de estar al tanto de un complot del círculo cercano a León para deponer a su padre. Junto con otros oficiales de alto rango relacionados con el aparente heredero, Andrés perdió su puesto, a pesar de que se encontraba en campaña en ese momento. Cualquiera que sea el verdadero curso de los acontecimientos, su desgracia no duró mucho, pues su sucesor, Cesta Estipiota, fue derrotado decisivamente por los árabes, y Andrés recuperó su puesto, el cual mantuvo hasta el final de su vida.
Cuando León sucedió a su padre, Andrés emergió rápidamente como la mano derecha del nuevo emperador. Por lo tanto, fue Andrés quien dirigió la delegación de altos funcionarios y senadores enviados por el emperador inmediatamente después de su adhesión el 29 de agosto de 886 a Crisópolis con el fin de recuperar y traer de vuelta a la capital el cadáver de Miguel III para su devolución en la Iglesia de los Santos Apóstoles, pues León creía que era su verdadero padre. Andrés también jugó un papel decisivo en la caída del Patriarca Focio, quien junto con su protegido Teodoro Santabareno, fue acusado por Andrés y el magistros Esteban de conspirar para derrocar a León. Como persona de confianza del emperador, Andrés fue quien, junto con el Logothetes tou dromou, Juan Hagiopolites, se dirigió a Santa Sofía para leer los cargos presentados contra Focio y arrestar al patriarca. El juicio de Focio por traición tuvo lugar en 887, ante un tribunal de altos funcionarios presidido por el mismo Andrés. Focio y Teodoro fueron declarados culpables, el primero fue desterrado al monasterio de Gordon, donde murió, mientras que Teodoro fue exiliado a Atenas.
El juicio de Focio constituyó la última mención de Andrés en las fuentes. Debió haber muerto en algún momento entre ese momento y 894, cuando se registra a Nicéforo Focas el Viejo como quien lo había sucedido como doméstico de las escolas.